# Lijst van voetbalinterlands Bermuda - Saint Kitts en Nevis (vrouwen)
Deze lijst van voetbalinterlands is een overzicht van alle officiële voetbalinterlands tussen de nationale vrouwenteams van Bermuda en Saint Kitts en Nevis. De landen hebben tot nu toe één keer tegen elkaar gespeeld.

## Wedstrijden
| № | Plaats         | Datum       | Competitie                             | Wedstrijd                      | Uitslag |
| - | -------------- | ----------- | -------------------------------------- | ------------------------------ | ------- |
| 1 | Providenciales | 27 mei 2014 | CFU Women's Caribbean Cup kwalificatie | Saint Kitts en Nevis − Bermuda | 1 − 3   |

## Samenvatting
| Competitie                             | Totaal gespeeld | Winst Bermuda | Gelijk | Winst Saint Kitts en Nevis | Doelsaldo Bermuda – Saint Kitts en Nevis |
| -------------------------------------- | --------------- | ------------- | ------ | -------------------------- | ---------------------------------------- |
| CFU Women's Caribbean Cup kwalificatie | 1               | 1             | 0      | 0                          | 3 − 1                                    |
| Totaal                                 | 1               | 1             | 0      | 0                          | 3 − 1                                    |